# Eure (tỉnh)
Bài này nói về một tỉnh của Pháp; xem bài Sông Eure cho con sông cùng tên.
Eure là một tỉnh của Pháp, thuộc vùng hành chính Normandie, tỉnh lỵ Évreux, bao gồm 3 quận với các quận lỵ còn lại là: Les Andelys, Bernay.